# Трећи англо-бурмански рат
Трећи англо-бурмански рат вођен је 1885. и 1886. године између Британске империје и Бурме. У овом рату Бурма је коначно изгубила независност коју је повратила тек 1937. године.

## Увод
На прелому 18. и 19. века Бурма се налазила на врхунцу моћи. Почела је ширити поседе према Индији. Истовремено је британска колонијална експанзија усмерена из Индије ка истоку. Дошло је тако до три рата између Британске империје и Бурме.

## Рат
У Великој Британији дошло се до уверења да су сазрели услови за окупацију читаве Бурме. Повод за акцију дао је поново поступак бурманских власти према некој британској фирми. Генерал Прендергаст са око 12 000 војника, 67 топова и речном флотилом био је већ спреман за акцију и 11. новембра кренуо уз реку Иравади да Бурманци не би могли организовати отпор. Британска речна флотила је 28. новембра била пред градом Авом. Краљ Тибо је наредио да се положи оружје, али се велики део снага разишао са оружјем по шумама и годинама продужио отпор. Краљ је заробљен, монархија је престала да постоји. Бурма је проглашена британском колонијом као део британског Индијског царства. Овај статус Бурма је имала до 1937. године.